# Леонид Шејка
Леонид Шејка (1932 — 1970) био је српски архитекта и сликар. Био је један од оснивача уметничке групе Медијала и учествао је на свим изложбама групе до 1970. године. Његова дела блиска су надреализму а на њима је заступљена богата симболика и дубока интелектуалност.

## Биографија
Леонид Шејка, рођен је 24.04. 1932. године у Београду, од оца Трофима Васиљевича Шејке, који је дошао из Украјине након слома царске Русије и мајке Катарине Зисић, родом од ваљевске цинцарске породице Зисијадис. После завршене Руске основне школе, четири разреда гимназије и средњотехничке школе (одсек архитектуре) 1949., дипломирао је на Архитектонском факултету у Београду 1960. године. Сликарством се бавио од 1950. године. Био је један од оснивача и теоретичара групе Балтазар, која је прерасла у групу МЕДИАЛА 1957. год. Од 1961. био је члан УЛУС-а. Први пут групно излаже 1953. године, а прву самосталну изложбу приредио је у београдској Галерији Графички колектив, 1958. године.
Шејка је радио и скулптуру, затим објекте, илустрације књига, сценографију, а бавио се и ванликовним експериментима и теоријом. Поред низа чланака публикованих у часописима (Видици, Поља, Разлог, Данас, Студент и Уметност), објавио је Трактат о сликарству за који је 1965. године добио Нолитову награду. Изградио је врло сложено дело које полази од искуства надреализма и дадаизма, да би од 1960. формирао индивидуални израз у коме је био посебно заокупљен проблемом улоге предмета у структури сликарске представе.
Учествовао је у раду ликовних колонија у Сићеву 1966. и у Почитељу 1969. године. У лето 1967. путује у Минхен, Салцбург и Берн; а у пролеће 1968. у Цирих и Франкфурт, да би преко лета исте године обишао Италију све до Напуља и Помпеје. До краја живота боравио је у Цириху, Берну и Паризу а путовао је и у Енглеску и Холандију.
Излагао је на 72 колективне изложбе широм Југославије и иностранству и имао је 15 самосталних изложби у Београду, Минхену, Цириху, Базелу и Берну у периоду од 1958-70. године.
Шејкин опус се може поделити у пет основних тема којима се бавио: - „Мултипликација предмета“, „Ђубришта“, „Складишта“, „Ентеријери“ и „Мртве природе“.
Умро је у Београду, 15. децембра 1970. године.

## Медиала
Године 1957, са групом сликара — основао је групу „Медиала“. коју су представљали млади сликари, писци, филозофи, архитекте, композитори. Свим члановима Медијале била је заједничка једна једина идеја: бескрајна љубав према уметности и бескрајно веровање у њене свеукупне моћи. Чланови Медиале су били: (Оља Ивањицки, Леонид Шејка, Миро Главуртић, Синиша Вуковић, Коста Брадић, Урош Тошковић, Миодраг Дадо Ђурић, Љуба Поповић, Владимир Величковић, Милић Станковић, Милован Видак, Светозар Самуровић и Владан Радовановић).
Прва изложба под називом „Медијална истраживања“ одржана у галерији Графички колектив а излагали су Оља Ивањицки, Леонид Шејка, Миро Главуртић, Владан Радовановић.
Група Медиала је имала 12 изложби.